# Yedoartsé
Yedoartsé (en macédonien Једоарце) est un village du nord-ouest de la Macédoine du Nord, situé dans la municipalité de Tetovo. Le village comptait cinq habitants en 2002.

## Démographie
Lors du recensement de 2002, le village comptait :
- Macédoniens : 5